# Teorija urote
Teorija urote ili teorija zavjere pokušaj je objašnjavanja krajnjeg razloga nekog događaja (obično političkog, socijalnog ili povijesnog događaja) kao tajan i obično zavaravajući plan tajnog udruženja moćnih osoba (često opisanih kao "moćna elita") te negira da je događaj rezultat izravne aktivnosti ili pak prirodni događaj.
Iako u povijesti nerijetko postoje kriminalna djela koje su počinile skupine ljudi (urotnici) izraz "teorija urote" obično se koristi u akademskim krugovima i u popularnoj kulturi da se opiše vrsta folklora sličnim urbanim legendama. 
Teorije urote imaju određene standardne uzorke, obično nastale kroz naivne metodološke pogreške. Termin se također rabi u negativnim konotacijama kada se želi objasniti i odbaciti neispravan, paranoičan i nevjerojatan trač. Većina ljudi koji nazivaju svoje teorije konspirativnim obično odbijaju da se teorija može svrstati u takvu vrstu negativnih konotacija.
U nekim slučajevima, sigurnosno-obavještajne službe ili terorističke skupine namjerno šire razne zavjere, kako bi doveli do gomile nepovezanih informacija, kojima pozornost protivnika usmjeravaju na krivu stranu, a ponekad i stvarni duševni bolesnici rade istu stvar, što se može prepoznati po tome što se ne razaznaje jasna interesna logika.

## Slobodno zidarstvo
- Masonske teorije urota
- Judeomasonska urota

## Teme često izložene teorijama urote
- Napadi 11. rujna 2001.
- Lee Harvey Oswald
- Teorije urote o slijetanju na Mjesec
- John Fitzgerald Kennedy
- Lady Diana
- Chemtrail
- HAARP
- Georgia Guidestones
- Codex Alimentarius
- Novi svjetski poredak
- Ravna Zemlja